# Вільям Оґілбі
Вільям Оґілбі (англ. William Ogilby, нар. 1804(за іншими даними 1808) — пом. 1 вересня 1873) — ірландський адвокат і зоолог.

## Життєпис
Вільям Оґілбі здобув кембриджську вищу освіту. Був адвокатом у Лондоні з 1832 по 1846 р., потім повернувся до Ірландії. Він був почесним секретарем Зоологічного товариства з 1839 по 1846. Він почав будівництво замку (англ. Altnachree Castle) в Ірландії в 1840 році, коли вдарив великий голод. Замок був завершений у 1860-х роках. На відміну від багатьох поміщиків, він залишив усіх працівників та годував їх за рахунок імпорту зерна.
У 1851 році Огілбі одружився з Аделаїдою Шарлотою Дуглас. У них було 7 дітей. Його син, Джеймс Дуглас Оґілбі (1853–1925), був відомим іхтіологом в Австралії.

## Основні праці
- Descriptions of Mammalia and Birds from the Gambia (1835)
- Exhibition of the Skins of Two Species of the Genus Kemas (1838)
- Observations on the History and Classiﬁcation of the Marsupial Quadrupeds of New Holland (1839) (Нова Голландія це Австралія)

Усі статті опубліковані в Працях Лондонського зоологічного товариства.